# Volucella unipunctata
Volucella unipunctata là một loài ruồi trong họ Ruồi giả ong (Syrphidae). Loài này được Curran mô tả khoa học đầu tiên năm 1926. Volucella unipunctata phân bố ở miền Tân bắc